# Lettország a 2018-as birkózó-világbajnokságon
Lettország a Budapesten rendezett 2018-as birkózó-világbajnokság egyik részt vevő nemzete volt, 2 sportolóval képviseltette magát.

## Eredmények

### Férfi kötöttfogású birkózás
| Versenyző           | Versenyszám | Selejtező                   | Nyolcaddöntő      | Negyeddöntő       | Elődöntő          | Vigaszág első kör | Vigaszág második kör | Bronz- mérkőzés   | Döntő             | Helyezés |
| Versenyző           | Versenyszám | Ellenfél Eredmény           | Ellenfél Eredmény | Ellenfél Eredmény | Ellenfél Eredmény | Ellenfél Eredmény | Ellenfél Eredmény    | Ellenfél Eredmény | Ellenfél Eredmény | Helyezés |
| ------------------- | ----------- | --------------------------- | ----------------- | ----------------- | ----------------- | ----------------- | -------------------- | ----------------- | ----------------- | -------- |
| Aleksandrs Jurkjans | 67 kg       | Manish Manish · India · 3–1 | kiesett           | kiesett           | kiesett           |                   |                      |                   |                   |          |

### Női szabadfogású birkózás
| Versenyző     | Versenyszám | Selejtező (64-es tábla)              | Selejtező (32-es tábla)    | Nyolcaddöntő      | Negyeddöntő       | Elődöntő          | Vigaszág első kör | Vigaszág második kör | Bronz- mérkőzés   | Döntő             | Helyezés |
| Versenyző     | Versenyszám | Ellenfél Eredmény                    | Ellenfél Eredmény          | Ellenfél Eredmény | Ellenfél Eredmény | Ellenfél Eredmény | Ellenfél Eredmény | Ellenfél Eredmény    | Ellenfél Eredmény | Ellenfél Eredmény | Helyezés |
| ------------- | ----------- | ------------------------------------ | -------------------------- | ----------------- | ----------------- | ----------------- | ----------------- | -------------------- | ----------------- | ----------------- | -------- |
| Laura Skujina | 65 kg       | Tayla tuahina Ford · Új-Zéland · 7–2 | Csujing Tang · Kína · 11–8 | kiesett           | kiesett           | kiesett           |                   |                      |                   |                   |          |